# شيم يونغ سونغ
شيم يونغ سونغ (15 يناير 1987 بجيجو في كوريا الجنوبية - ) هو لاعب كرة قدم كوري جنوبي في مركز الهجوم. شارك مع منتخب كوريا الجنوبية تحت 20 سنة لكرة القدم ومنتخب كوريا الجنوبية تحت 23 سنة لكرة القدم. أما مع النوادي، فقد لعب مع جيجو يونايتد ونادي سونغنام ونادي غانغوون وPocheon Citizen FC ‏.

## وصلات خارجية
- شيم يونغ سونغ على موقع الاتحاد الدولي (مؤرشف)  (الإنجليزية)
- شيم يونغ سونغ على موقع دوري كوريا الجنوبية (الإنجليزية)
- شيم يونغ سونغ على موقع قاعدة بيانات كرة القدم.إي يو (الإنجليزية)
- شيم يونغ سونغ على موقع Soccerway.com (الإنجليزية)